# Argentinská rallye 2008

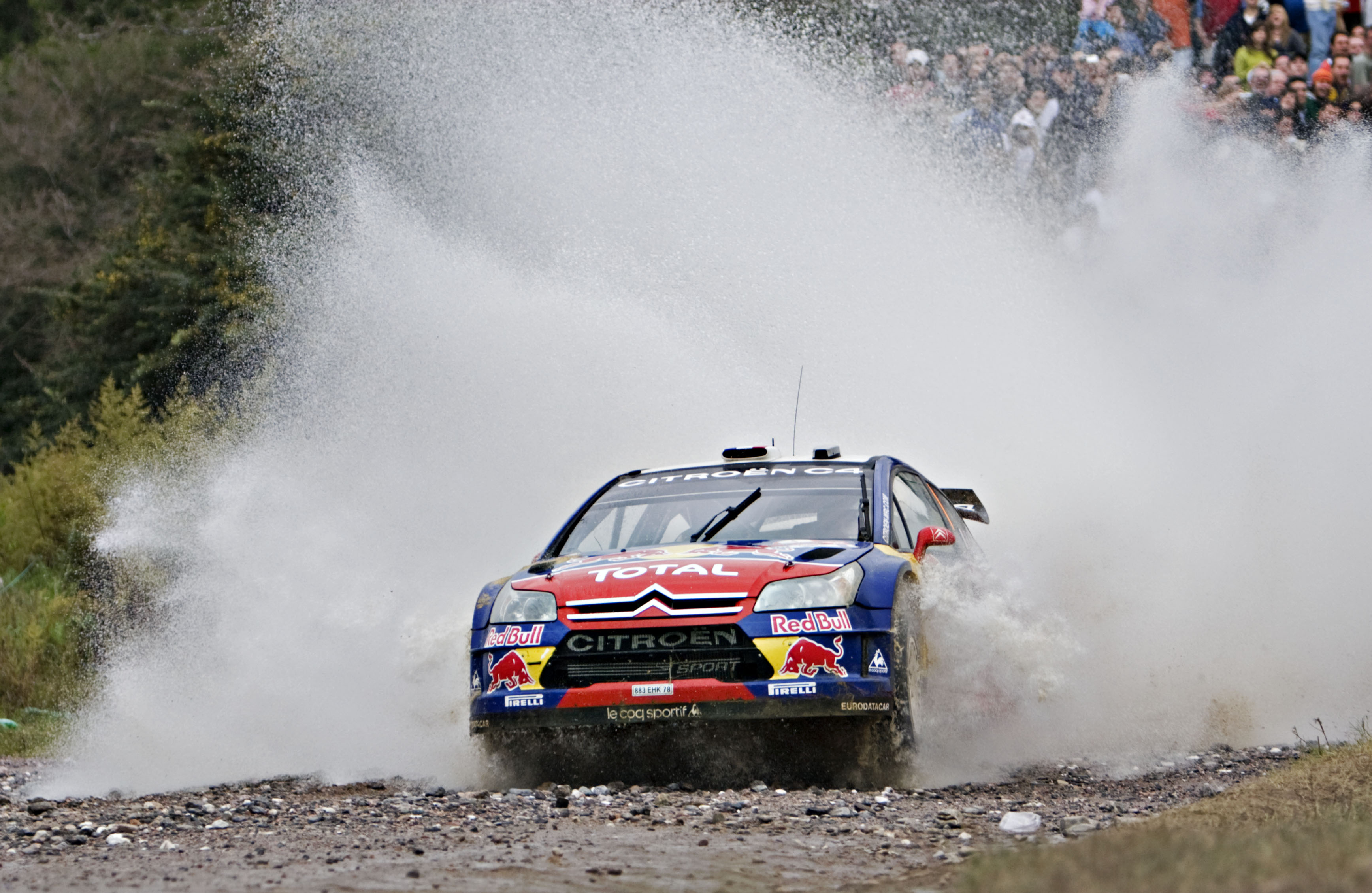
Sebastien Loeb

Argentinská rallye 2008 byla čtvrtým podnikem Mistrovství světa v rallye 2008. Zvítězil zde Sebastien Loeb s vozem Citroën C4 WRC.

## Průběh soutěže
Ještě před startem odstoupil Per-Gunnar Andersson se Suzuki SX4 WRC. První dva testy vyhrál Mikko Hirvonen s vozem Ford Focus RS WRC. Jeho týmový kolega Jari-Matti Latvala měl v druhém testu nehodu a nabral ztrátu devět minut. Ten navíc ve čtvrtém testu poškodil zavěšení. Ten samý problém postihl Hirvonena na páté zkoušce a do čela se tak posunul Loeb, druhý byl Chris Atkinson a o třetí místo bojovali Petter Solberg a Gianluigi Galli. V osmém testu odstoupil Toni Gardemeister s druhým Suzuki. V úvodu druhé etapy zvítězil Solberg, který se posunul na druhé místo před Atkinsona. Loeb udržoval vedení, když vyhrál následující dva testy. Kvůli poškození vozu odstoupili Galli a Andersson, který jel v rámci Superally. O zkoušku později odstoupili Gardemeister, Matthew Wilson a Henning Solberg. Solberg vyhrál poslední dva testy druhé etapy. Ten ale odstoupil v prvním testu třetí etapy, kde opět odstoupil i jeho bratr Henning a Gardemeister. Loeb tak udržoval vedení s vysokým náskokem před Atkinsonem.

## Výsledky
1. Sebastien Loeb, Daniel Elena - Citroën C4 WRC
2. Chris Atkinson, Stéphane Prévot - Subaru Impreza WRC
3. Dani Sordo, Marc Marti - Citroën C4 WRC
4. Conrad Rautenbach, David Senior - Citroën C4 WRC
5. Mikko Hirvonen, Jarmo Lehtinen - Ford Focus RS WRC
6. Federico Villagra, Jorge Perez Companc - Ford Focus RS WRC
7. Gianluigi Galli, Giovanni Bernacchini - Ford Focus RS WRC
8. Andreas Aigner, Klaus Wicha - Mitsubishi Lancer EVO IX
9. Sebastián Beltran, Ricardo Rojas - Mitsubishi Lancer EVO IX
10. Jari Ketomaa, Miika Teiskonen - Subaru Impreza STI